# Domingo de Jesús María

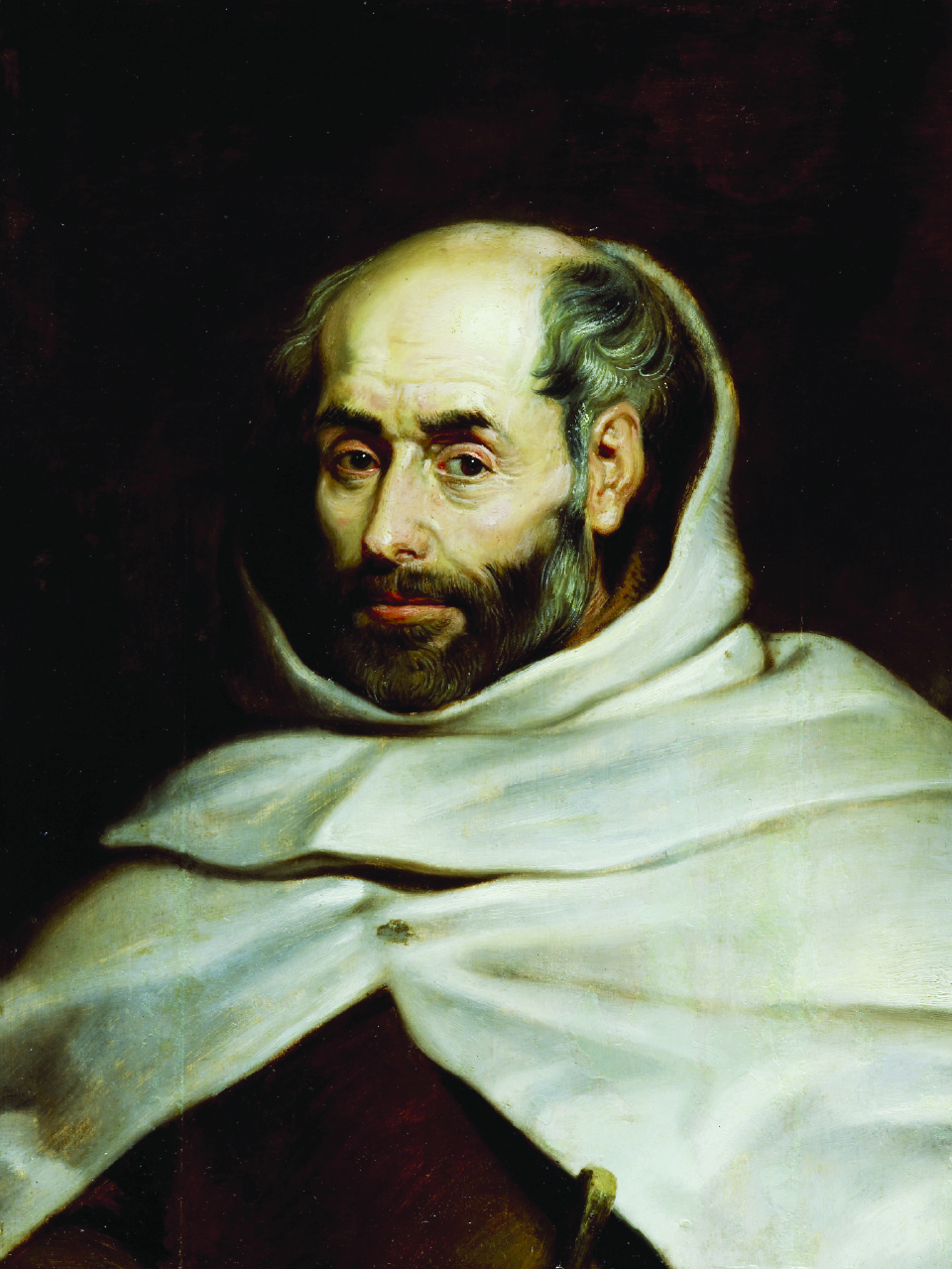
Taller de Rubens: Retrato de Domingo Ruzzola, hacia 1621. Óleo sobre tabla, 64,1 x 48,4 cm, Ginebra, Musée d'art et d'histoire.

Domingo de Jésus María (1559-1630), también conocido como venerable Ruzola, fue un carmelita descalzo español, que detentó importantes cargos dentro de la Orden y es famoso por su participación en la guerra de Treinta Años, así como por la fundación del monasterio que la orden tiene en Gante. Actualmente se ha abierto un proceso de canonización para elevarlo a la santidad.

## Biografía

### Biografía y carrera en los carmelitas
Domingo Ruzzola o Urrusolo nació en Calatayud, en Aragón (España), el 16 de mayo de 1559. Huérfano de padre a los siete años, fue acogido por su tío, Francisco López, prior de los carmelitas de la ciudad. Entró en dicha orden del Carmelo en 1571, pronunciando sus primeros votos a la edad de dieciséis años, antes de recibir la autorización de pasar a la reforma teresiana para satisfacer una necesidad de mayor perfección. Fue novicio en los carmelitas descalzos de Pastrana, e hizo profesión en 1590 bajo el nombre de Domingo de Jesús María. Fue prior en Valencia en 1594, después en Toledo en 1599 y fue elegido vicario provincial en Madrid en 1601.
Después de haberse retirado un tiempo al desierto de Las Baluecas o de Bolarque, fue enviado a Roma, para reforzar la congregación de Italia. Allí, desde 1604 fue maestro de novicios, prior del convento de Santa Maria della Scala y luego definidor general. En 1614, en el momento de la beatificación de Santa Teresa de Ávila, era fiscal general del Orden. En 1615 abrió en La Longara un asilo para pecadoras: vivirán de limosnas y seguirán la Regla de santo Agustín, pero sin pronunciar votos religiosos, en espera del matrimonio o de la entrada al monasterio. Entre 1617 y 1620, Domingo fue puesto al frente de la Orden. Como general, favorecerá la creación de un desierto en Varazzo, no lejos de Génova.

### Batalla de la Montaña Blanca

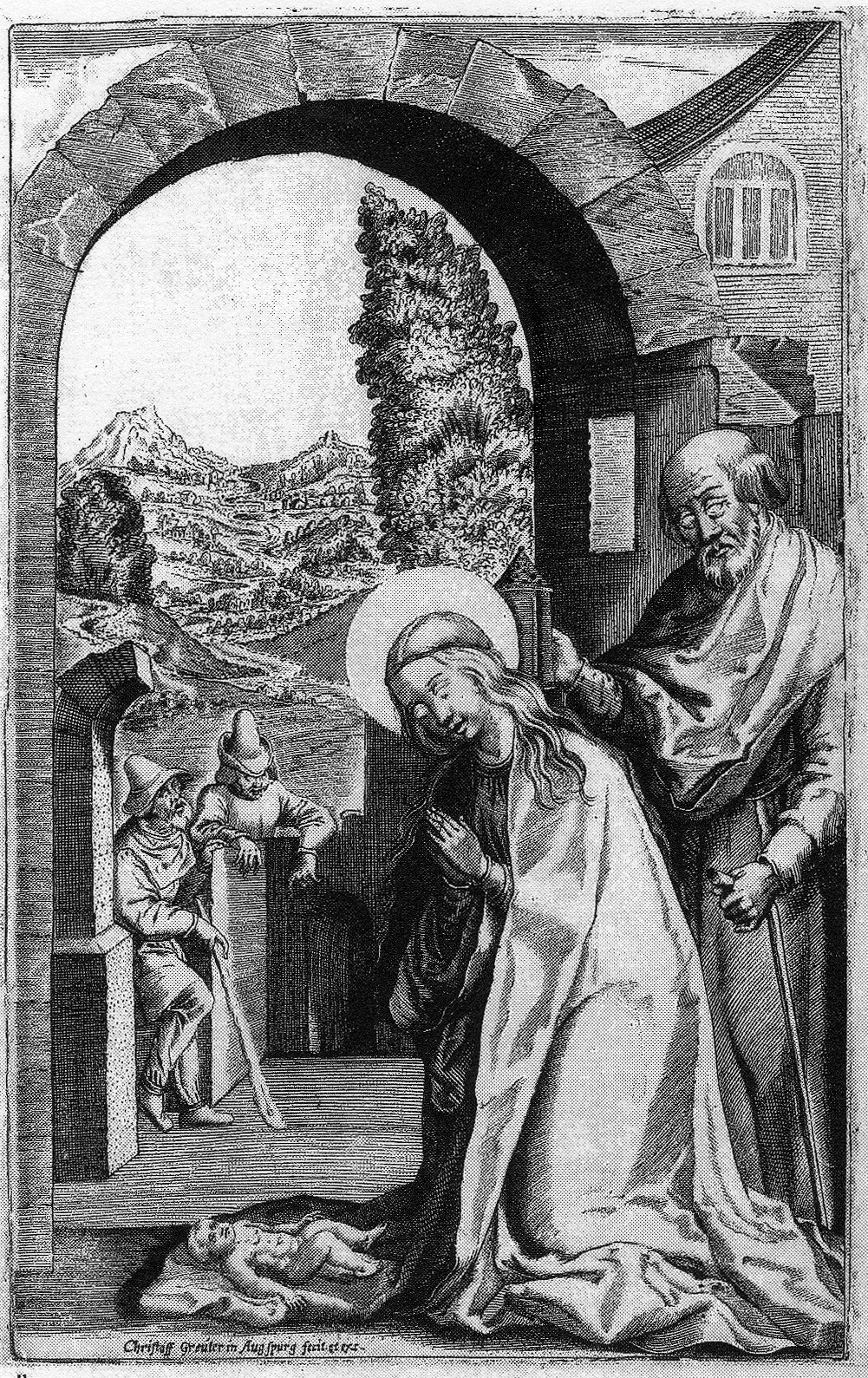
Grabado representando Nuestra Señora de la Victoria.

En calidad de legado del papa Gregorio XV ante  Fernando II de Habsburgo, jefe de la Liga católica contra los insurgentes protestantes del Reino de Bohemia, marchó desde Roma en junio de 1620 para reunirse con Maximiliano I de Baviera, en territorio checo. Llegado al campo, persuadió a éste de librar batalla afirmando que la victoria futura de las fuerzas católicas le había revelada durante un extasís acontecido en la fiesta de la Asunción. Mientras que los ejércitos de la Liga Católica persiguían a los rebeldes en dirección a Praga, el carmelita visitó el castillo de Strakowitz, saqueado por los insurgentes, y descubrió un cuadro de la Natividad dañado por los iconoclastas. Así se le ocurrió la idea de consagrarse al desarrollo del culto de esta desdichada pintura. A su regreso entre los regimiento del duque de Baviera, recibió la noticia de la adhesión del capitán húngaro Gabriel Bethlen a la causa protestante. Colgando la imagen santa a su cuello, subió a un caballo y, crucifijo en mano, recorrió las tropas católicas vociferando versos de los salmos. El combate que siguió fue llamado batalla de la Montaña Blanca y concluyó, el 8 de noviembre de 1620, con la victoria de los ejércitos católicos sobre los rebeldes del conde palatino Federico V. El cuadro fue solemnemente expuesto en Roma, en el convento de los carmelitas descalzos en el monte Quirinal. Venerado bajo el nombre de Nuestra Señora de las Victorias, recibió numerosos donativos de parte de príncipes europeos: coronas y piedras preciosas, así como las veinticinco banderas tomadas al enemigo durante la batalla.

### Fundación del convento en Gante y muerte

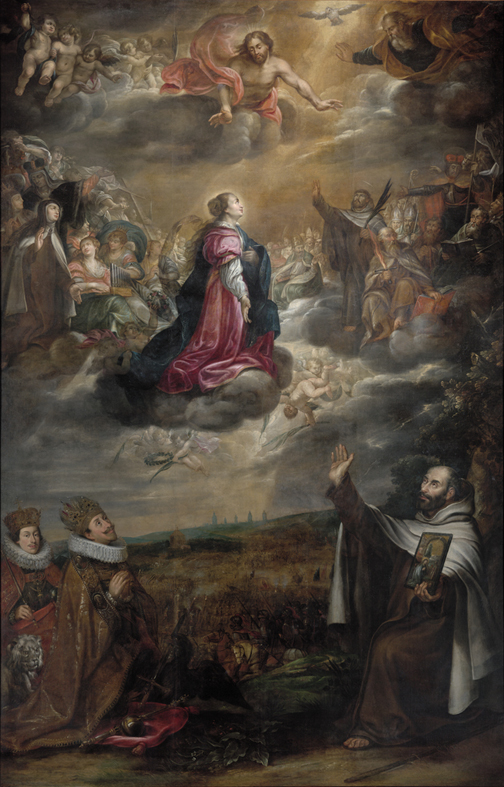
Cuadro sobre el altar mayor de la iglesia de Nuestra Señora de las Victorias en el barrio de Mala Strana, por Antonin Stevens (1641)

Tras estas experiencias bélicas, Domingo fue recibido con los brazos abiertos por los archiduques Alberto e Isabel, gobernadores de Países Bajos Españoles, en Bruselas. En julio de 1621, asistió al Archiduque en su agonía.
Por otra parte, en la misma época, en la escalera que lleva a los pisos de la Infanta en el Palacio de Coudenberg, fue detenido sucesivamente por cinco doncellas de honor de ésta. Se trataba de Catherine de Barrea, hija de Antonio de Barrea, gobernador del puerto marítimo de Gante; Marie Magdeleine de Paredes, hija única de Christobal de Paredes, contador de la caballería de la archiduque; Marie de Hallewin, hija de François y Marie de Mérode, Magdeleine Catherine de Conflans, hija de Antoine de Conflans, marqués de Santo-Remi, y Marie-Philippine de Noyelles, hija de Hugues de Noyelles, el maestro de la casa de la Infanta. Cada una le hace parte de su deseo de ingresar en la orden carmelita por lo que el intercede ante la archiduquesa, que autoriza al general Mathias de Saint-François a proceder a la fundación de un nuevo convento en la ciudad de Gante. A tal efecto, la priora de Mons, Léonore de Saint-Bernard, después de haber admitido las jóvenes al noviciado, desembarca en la ciudad de san Bavón, acompañada de seis religiosas más, el 21 de septiembre de 1622. Ocho días más tarde, toman posesión de su monasterio, en el cual las doncellas de la escalera, como las llamaba Domingo, harán su entrada, el 21 de noviembre de 1623, en presencia de la Infanta y de la corte ducal.
Vuelve a Italia por Alemania, Bélgica y Francia. En 1622, apresura la canonización de Santa Teresa de Ávila y toma parte en la creación y desarrollo de la Congregación para la Propagación de la fe. El 16 de febrero de 1630, fallece en Viena, donde intentaba, en calidad de legado del papa Urbano VIII, reconciliar al emperador Fernando II y el duque Carlos I, enfrentados por la guerra de sucesión de Mantua.